# Portia taiwanica
Portia taiwanica là một loài nhện trong họ Salticidae.
Loài này thuộc chi Portia. Portia taiwanica được Zhang & Li miêu tả năm 2005.